# Cacospongia ridleyi
Cacospongia ridleyi är en svampdjursart som beskrevs av Burton 1949. Cacospongia ridleyi ingår i släktet Cacospongia och familjen Thorectidae. Inga underarter finns listade i Catalogue of Life.